# Nathalie Rayes
Nathalie Rayes (nacida en enero de 1975) es presidenta y directora ejecutiva de Latino Victory. Es vicepresidenta de la junta de la Federación Hispana, preside el Grupo Asesor Binacional Hispanas Organizadas por la Igualdad Política (HOPE) y miembro de la junta del Programa Latinos y Sociedad del Aspen Institute. En 2022, Rayes fue designada por el presidente Joe Biden para servir como miembro de la junta del Instituto de la Paz de los Estados Unidos. En 2023, Rayes fue nominada por el presidente de los Estados Unidos, Joe Biden, como embajadora de los Estados Unidos en Croacia.

## Trayectoria
Nathalie Rayes es presidente y directora ejecutiva de Latino Victory. Es vicepresidenta de la Federación Hispana y el Fondo de Acción de Planned Parenthood, presidenta del Grupo Asesor Binacional Hispanas Organizadas por la Igualdad Política (HOPE) y miembro de la junta del Programa Latinos y Sociedad del Aspen Institute. También formó parte de las juntas del Instituto de Liderazgo del Congreso Hispánico y el Instituto del Caucus Hispano del Congreso.
En el 2014, fue nombrada por el presidente Barack Obama para formar parte de la junta directiva del Woodrow Wilson Center. En el 2022, Rayes fue designada por el presidente Joe Biden para formar parte de la junta del Instituto de la Paz de los Estados Unidos. En 2023, fue nominada por el presidente de los Estados Unidos, Joe Biden, como embajadora de los Estados Unidos en Croacia.
Rayes comenzó su carrera como diputada de campo y luego como asesora principal del miembro de la Asamblea de Los Ángeles, Mike Feuer. Posteriormente, se desempeñó como jefe de gabinete del alcalde de Los Ángeles James Hahn. Fue Vicepresidenta de Asuntos Públicos de Grupo Salinas en Estados Unidos y Directora Ejecutiva de Fundación Azteca América. En 1998, fue becaria del Departamento de Estado en la Embajada de los Estados Unidos en El Cairo.

## Educación
Rayes estudió un B.A. en Sociología y un M.P.P. con especialización en Relaciones internacionales y Educación, en la Universidad de California, Los Ángeles.

## Honores y premios
En 2016, UCLA Luskin of Public Affairs reconoció a Rayes como "Alumna del año". En 2021, fue nombrada entre las "25 latinas más poderosas" en la revista People en Español. Ha sido reconocida por Huffington Post en la lista "40 Latinos Menores de 40 en Política Exterior" como una de las líderes latinas más influyentes en política internacional. Otros reconocimientos incluyen en 2021 y 2022, Asociación de Profesionales Latinos para América como una de las latinas más poderosas. En 2021 recibió el Premio AL DÍA Arquetipo Embajador Manuel Torres. En 2013 el Santa Monica College le otorgó el Premio de Reconocimiento a Alumna Distinguida por Servicio Comunitario y Profesional Sobresaliente.

## Vida personal
Nathalie Rayes y su familia se mudaron de Venezuela a Marina del Rey, California, cuando ella tenía nueve años de edad. Su padre falleció poco después de mudarse a los Estados Unidos. Rayes está casada y tiene dos hijos.